# Arsenio da Trigolo
Arsenio Maria da Trigolo, OFMCap, rodným jménem Giuseppe Antonio Migliavacca (13. června 1849 Trigolo – 10. prosince 1909 Bergamo) byl italský římskokatolický kněz a řeholník kapucínského řádu, zakladatel kongregace Sester Panny Marie Útěchy. Katolická církev jej uctívá jako blahoslaveného.

## Život
Narodil se dne 13. června 1849 v italské obci Trigolo rodičům Gliceriu Migliavaccovi a Annunziatě Strumia. Dne 8. září 1858 přijal svátost biřmování a roku 1860 první svaté přijímání. Rozhodl se stát knězem.
Roku 1862 začal studovat na semináři v Cremoně, kde byl mimo jiné žákem významného biskupa Geremia Bonomelliho. Od něho také přijal dne 21. března 1874 kněžské svěcení. Poté vystřídal působení v několika farnostech.
Rozhodl se vstoupit k jezuitům a dne 14. prosince 1875 u nich ve Francii zahájil svůj noviciát. Dne 25. prosince 1877 složil své první dočasné řeholní sliby. Během tohoto období studoval teologii a filosofii. Studoval také v Chorvatsku a nějaký čas pobýval ve Vídni. Poté pobýval v italských městech, jako např. Mantova, Brescia, nebo Benátky. V Benátkách také složil dne 5. srpna 1888 své slavné řeholní sliby. Poté působil v Benátkách. Roku 1891 byl poslán do Trenta a poté do Piacenzy, kde se spřátelil s biskupem sv. Giovannim Battistou Scalabrinim.
V 90. letech 19. století založil na přání své známé, která na tomto záměru v minulosti pracovala, ženskou řeholní kongregaci Sester Panny Marie Útěchy. Kongregace se později rozšířila do několika zemí světa.
U jezuitů měl však problémy se svými nadřízenými, jež byly částečně způsobeny pomluvami. Byl na něj činěn nátlak, aby řád opustil. Toto období pro něj bylo velmi těžké. Dočkal se však pomoci od arcibiskupa a kardinála bl. Andrea Carlo Ferrarii, který mu pomohl s opouštěním řádu a s hledáním nového. Po dlouhých úvahách se rozhodl vstoupit ke kapucínům, u kterých byl přijat do noviciátu dne 21. června 1902. Zde složil své první dočasné řeholní sliby dne 25. června 1903. Přijal řeholní jméno Arsenio da Trigolo. Roku 1903 se přestěhoval do kláštera v Bergamu. Dne 25. června 1906 složil u kapucínů doživotní řeholní sliby.
Poslední měsíce svého života bojoval s arteriosklerózou. Zemřel na kardiovaskulární onemocnění dne 10. prosince 1909 ve své klášterní cele v Bergamu. Roku 1940 byly jeho ostatky exhumovány a roku 1953 uloženy do mateřského dumu jím založené kongregace v Miláně.

## Úcta
Jeho beatifikační proces započal dne 13. listopadu 1997, čímž obdržel titul služebník Boží. Dne 21. ledna 2016 jej papež František podepsáním dekretu o jeho hrdinských ctnostech prohlásil za ctihodného. Dne 20. ledna 2017 byl uznán zázrak na jeho přímluvu, potřebný pro jeho blahořečení.
Blahořečen pak byl dne 7. října 2017 v katedrále Narození Panny Marie v Miláně. Obřadu předsedal jménem papeže Františka kardinál Angelo Amato, za přítomnosti milánského arcibiskupa Maria Delpiniho.
Jeho památka je připomínána 10. prosince. Bývá zobrazován v řeholním oděvu. Je patronem jím založené kongregace.